# حنظله

حنظله (به معنی سیب تلخ) یک شخصیت کارتونی برساخته ناجی علی کاریکاتوریست فلسطینی است که نمادِ مصور مردم فلسطین و نشانگرِ سرنوشتِ تلخ و اندوهبارِ آوارگانِ فلسطینی است.
او یک کودک ۱۰ ساله فلسطینی است که نخستین بار در سال ۱۹۶۹ در روزنامه کویتی السیاسة به تصویر کشیده‌شد. ناجی علی از سال ۱۹۷۳ به این سو حنظله را همواره پشت به بیننده و با دستان قلاب شده در پشت ترسیم کرده‌است. ده‌سالگی سنی‌ست که او مجبور به ترک فلسطین شد و ده‌ساله ماندنش ناشی از آن است که جز در سرزمین خودش نمی‌تواند رشد کند. حنظله همیشه پیراهن ژنده و پابرهنه است و در کاریکاتورهای تازه‌تر گاه در حال سنگ‌پرانی یا شعارنویسی است.

## دیدگاهِ ناجی علی
ناجی علی در باره حنظله می‌گوید:

حنظله امضای من است. هر کجا می‌روم یا در هر ملاقاتم همه از او می‌پرسند. من در یک گرداب این کودک را متولد کردم و بعد به مردم تقدیمش کردم. اسم او حنظله است و به مردم قول داده تا جز حقیقت نبیند و نگوید. من او را به شکل کودک نازیبایی رسم کردم، موهایش شبیه جوجه‌تیغی است. حنظله چاق نیست، شاد نیست، آرام نیست و هرگز شبیه کودکان نازپرورده هم نمی‌باشد. او پابرهنه است، مانند تمامی کودکان مهاجر به اردوگاه‌ها. او برای من یک نشانه است که مرا از ارتکاب هر اشتباهی باز می‌دارد. دستان او در پشت سرش به هم جفت شده‌اند که شاید نشانی از عدم پذیرش باشد در زمانی که راه‌حل‌ها به شیوه آمریکایی آماده و در اختیار ما هستند.